# Gare de Frouard
Gare de Frouard vasútállomás Franciaországban, Frouard településen.

## Vasútvonalak
Az állomást az alábbi vasútvonalak érintik:
- Párizs-Strasbourg-vasútvonal

## Kapcsolódó állomások
A vasútállomáshoz az alábbi állomások vannak a legközelebb:
- Gare de Champigneulles
- Gare de Pompey
- Gare de Liverdun